# تريسي كورتيز
تريسي كورتيز (بالإنجليزية: Tracy Cortez؛ مواليد 10 ديسمبر 1993) هي مُقاتلة فنون قتالية مختلطة أمريكية. تُنافس في فئة وزن الذبابة للسيدات في يو إف سي. اعتبارًا من 7 مارس 2023، احتلت المركز 14 في تصنيفات وزن الذبابة للسيدات في يو إف سي.

## مسيرتها في فنون القتال المختلطة

### مسيرتها المبكرة
قاتلت كورتيز تحت قيادة الاتحاد العالمي للقتال وشركة كيه أو تي سي في مسيرتها المهنية للهواة وحققت رصيد قدره 3-0 قبل التوقيع من قبل بطولة إنفيكتا للقتال.

### سلسلة منافسات دانا وايت ليلة الثلاثاء
ظهرت كورتيز في برنامج سلسلة الويب سلسلة منافسات دانا وايت: الموسم الثالث، الحلقة 6 في 30 يوليو 2019، في مواجهة ماريا أغابوفا. لقد فازت بالقتال بقرار الحكام الجماعي ووقعت مع يو إف سي.

## حياتها الشخصية
كورتيز مخطوبة لزميلها المقاتل في يو إف سي برايان أورتيغا.

## سجل فنون القتال المختلطة
| السجل المهني |        |         |
| 12 نزال      | 11 فوز | 1 خسارة |
| ضربة قاضية   | 1      | 0       |
| إخضاع        | 1      | 1       |
| قرار القضاة  | 9      | 0       |

| النتيجة | السجل | الخصم               | الطريقة                    | الحدث                                         | التاريخ        | الجولة | الوقت | المكان                                | الملاحظات                                                   |
| ------- | ----- | ------------------- | -------------------------- | --------------------------------------------- | -------------- | ------ | ----- | ------------------------------------- | ----------------------------------------------------------- |
| خسرت    | 11–2  | روز ناماجوناس       | قرار الحكام (بالإجماع)     | يو إف سي على إي إس بي إن: ناماجوناس ضد كورتيز | 13 يوليو 2024  | 5      | 5:00  | دنفر، كولورادو، الولايات المتحدة      |                                                             |
| فازت    | 11–1  | ياسمين جاسودافيشيوس | قرار الحكام (بالإجماع)     | يو إف سي ليلة القتال: جراسو ضد شيفتشينكو 2    | 16 سبتمبر 2023 | 3      | 5:00  | لاس فيغاس، نيفادا، الولايات المتحدة   |                                                             |
| فازت    | 10–1  | ميليسا جاتو         | قرار الحكام (بالإجماع)     | يو إف سي 274                                  | 7 مايو 2022    | 3      | 5:00  | فينيكس، أريزونا، الولايات المتحدة     |                                                             |
| فازت    | 9–1   | جوستين كيش          | قرار الحكام (بالانقسام)    | يو إف سي على إي إس بي إن: ويتيكر ضد جاستيلوم  | 17 أبريل 2021  | 3      | 5:00  | لاس فيغاس، نيفادا، الولايات المتحدة   | العودة إلى وزن الذبابة. أخفقت كورتيز في الوزن (126.5 رطلاً). |
| فازت    | 8–1   | ستيفاني إيجر        | قرار الحكام (بالإجماع)     | يو إف سي ليلة القتال: مورايس ضد ساندهاغن      | 11 أكتوبر 2020 | 3      | 5:00  | أبو ظبي، الإمارات العربية المتحدة     |                                                             |
| فازت    | 7–1   | فانيسا ميلو         | قرار الحكام (بالإجماع)     | يو إف سي ليلة القتال: بلاهوفيتش ضد جاكاري     | 16 نوفمبر 2019 | 3      | 5:00  | ساو باولو، البرازيل                   | أول ظهور في وزن الديك.                                      |
| فازت    | 6–1   | ماريا أغابوفا       | قرار الحكام (بالإجماع)     | سلسلة منافسات دانا وايت                       | 30 يوليو 2019  | 3      | 5:00  | لاس فيغاس، نيفادا، الولايات المتحدة   |                                                             |
| فازت    | 5–1   | إرين بلانشفيلد      | قرار الحكام (بالانقسام)    | إنفيكتا إف سي 34: بورتو ضد غونزاليس           | 15 فبراير 2019 | 3      | 5:00  | كانساس سيتي، ميسوري، الولايات المتحدة |                                                             |
| فازت    | 4–1   | كارين سيديلو        | ضربة فنية قاضية (باللكمات) | مكافحة الأمريكتين 24: ألداي ضد لوبيز          | 14 سبتمبر 2018 | 2      | 3:53  | فينيكس، أريزونا، الولايات المتحدة     |                                                             |
| فازت    | 3–1   | مونيكا مدينا        | إخضاع (خنق خلفي عاري)      | في 3 قتالات 69                                | 16 يوليو 2018  | 1      | 4:27  | ممفيس، تينيسي، الولايات المتحدة       |                                                             |
| فازت    | 2–1   | كايتلين نيل         | قرار الحكام (بالإجماع)     | إنفيكتا إف سي 28: ميزوكي ضد جانديروبا         | 24 مايو 2018   | 3      | 5:00  | سولت ليك، يوتا، الولايات المتحدة      |                                                             |
| فازت    | 1–1   | روكسان سيزار        | قرار الحكام (بالإجماع)     | الاتحاد العالمي للقتال 36                     | 4 نوفمبر 2017  | 3      | 5:00  | تشاندلر، أريزونا، الولايات المتحدة    |                                                             |
| خسرت    | 0–1   | شيري موراسكي        | إخضاع (خنق المقصلة)        | إنفيكتا إف سي 25: كونيتسكايا ضد بالوهي        | 31 أغسطس 2017  | 2      | 2:42  | ليمووري، كاليفورنيا، الولايات المتحدة | أول ظهور في وزن الذبابة.                                    |

## وصلات خارجية
- تريسي كورتيز على موقع يو إف سي (الإنجليزية)
- تريسي كورتيز على موقع شيردوغ (الإنجليزية)
- تريسي كورتيز على موقع Tapology.com (الإنجليزية)
- تريسي كورتيز على موقع IMDb (الإنجليزية)